# Макаров, Иван Владимирович
Иван Владимирович Макаров — советский хозяйственный, государственный и политический деятель, Герой Социалистического Труда.

## Биография
Родился в 1924 году в селе Девица Воронежского уезда Воронежской губернии. Член КПСС.
Участник Великой Отечественной войны, командир отделения связи штабной батареи 1010-го артиллерийского полка 241-й стрелковой дивизии 1-го Украинского фронта. В 1944-1945 годах — старший телефонист, а затем командир отделения связи штабной батареи. С 1947 года — на хозяйственной, общественной и политической работе. В 1947—1984 гг. — машинист экскаватора Воронежского рудоуправления, машинист экскаватора Стрелицкого горного управления Семилукского огнеупорного завода Министерства чёрной металлургии СССР. Отличился высокими производственными показателями при выполнении плана восьмой пятилетки.
Указом Президиума Верховного Совета СССР от 30 марта 1971 года присвоено звание Героя Социалистического Труда с вручением ордена Ленина и золотой медали «Серп и Молот».
Награждён двумя орденами Ленина (22.03.1966; 30.03.1971), орденами Отечественной войны 1-й степени (11.03.1985), Красной Звезды (11.02.1945), Славы 3-й степени (04.12.1944), медалями, в том числе 2 «За отвагу» (02.02.1944; 22.04.1944).
Умер в Семилуках в 1996 году.